# Sociedad Árabe de Conocimiento y Administración
La Sociedad Árabe de Conocimiento y Administración (AKMS) es una asociación no lucrativa regional basada en Jordania, fue establecida y presidida por Talal Abu-Ghazaleh el presidente y fundador de La Organización de Talal Abu-Ghazaleh (TAGorg).
El objetivo principal de la sociedad es facilitar el compartimiento de los conocimientos y la administración en los países árabes a través de la promoción de la investigación y el desarrollo de estos campos y el ofrecimiento de programas de calificación que apoyan este motivo.

## Historia
La ibfheuwbvfuEGVWU del establecimiento de la sociedad aparece cuando los administradores y los hombres de negocio en el mundo árabe realizaron la necesidad de unificar sus esfuerzos a través de establecer una sociedad.
En consecuencia, la sociedad árabe de administración fue establecida en respuesta a una invitación por Talal Abu-Ghazaleh, el presidente de TAGorg en el 29 de Augusto de 1989 en Buffalo, Nueva York, Los Estados Unidos, y fue registrada oficialmente en Amán, Jordania en el 10 de octubre de 1990.
El nombre de la sociedad fue cambiado a "La Sociedad Árabe de Conocimiento y Administración" (AKMS) en el 23 de diciembre de 2000 para subrayar el objetivo de la organización para establecer una sociedad de conocimiento.

## Acuerdos con Organizaciones Internacionales
En el fin de 1994, AKMS presentó una solicitud de adhesión que fue aprobado por la Comité de ISO/TC 176.
AKMS fue la primera organización no lucrativa árabe que se convirtió a un miembro de la Organización Internacional para la Estandarización.
La adhesión de la sociedad en esta Comité es representativa, porque la adhesión activa esta limitada a las instituciones de normalización nacionales. AKMS es uno de dos representantes árabes que se han sumado a la ISO / TC 176 Comité, la otra organización árabe es la Organización Egipcia de Normalización. Hasta el momento, no otras organizaciones árabes se han sumado a esta Comité.
En 1989, el representativo de la sociedad Khaled Abu-Osbeh fue elegido para unirse con un grupo de expertos llamado ISO/TC 176/SC 2/WG 18. Este grupo fue responsable de decidir sobre las especificaciones de ISO. 
En octubre de 2001, durante las reuniones del comité en la ciudad Inglesa de Birmingham, la sociedad fue aceptada como un miembro del comité de ISO/TC 176, y fue invitada para participar en el comité de ISO/TC 176/SC3, como un reconocimiento al apoyo activo de la sociedad en comité de ISO/TC 176/SC2.
En el año de 2006, AKMS ha establecido un número de acuerdos de cooperación con varias organizaciones internacionales que trabajan en los campos de la administración y la gestión de calidad. AKMS fue otorgada la adhesión del Instituto Británico de Aseguramiento de la Calidad (IQA). La adhesión del IQA ha concedido a la Sociedad] de varias ventajas, como la provisión de todas las publicaciones y datos relacionados con el tema de la calidad sobre una base regular y un Memorando de Entendimiento con el IQA para establecer un mecanismo de cooperación en los campos de formación profesional y publicaciones.
Durante 2006, AKMS también activo su acuerdo con la Organización Internacional de Exámenes Estandarizados (ISTO). En el acuerdo participan la actualización de los datos de la Sociedad en el sitio Web de ISTO in adición a proporcionar la Sociedad con la comercialización de los materiales necesarios para el mercado de los exámenes de ISTO. Mientras tanto, la asociación con ICANN fue esforzada a través de la firma de varios acuerdos de cooperación.
En julio de 2007, AKMS lanzó el primer programa especializado de calidad en la región árabe, el programa de gerente de calidad certificado Árabe (ACQM).

## Acuerdos de Cooperación
AKMS ha establecido varios acuerdos académicos para realizar beneficios para todos los miembros en el mundo árabe. Tantos acuerdos incluyen, pero no están limitados a lo siguiente:
- Asociación con el Colegio de Canisius en Nueva York.
- Cooperación con el Centro de Estudios Aplicados de la Negociación Internacional (CASIN)
- Un acuerdo de asociación con la Organización Internacional de Exámenes Estandarizados (ISTO).